# Hirtonila dispar
Hirtonila dispar är en stekelart som beskrevs av Boucek 1988. Hirtonila dispar ingår i släktet Hirtonila och familjen puppglanssteklar. Inga underarter finns listade i Catalogue of Life.